# Fast Loud Death
Fast Loud Death ist das erste Studioalbum der finnischen Thrash-Metal-Band Lost Society. Es erschien am 15. März 2013 über Nuclear Blast. 

## Entstehung und Hintergrund
Produziert wurde Fast Loud Death von Nico Laurenne im Sonic Pump Studio in der finnischen Hauptstadt Helsinki. I Stole Your Love ist eine Coverversion. Das Original stammt von der US-amerikanischen Hard-Rock-Band Kiss. Für die Lieder Kill (Those Who Oppose Me) und Trash All Over You wurden Musikvideos gedreht. Regie führte dabei Maurice Swinkels von der Band Legion of the Damned. Das Albumcover wurde von Ed Repka entworfen. Das im Comicstil gehaltene Bild zeigt die Band im Tourbus, die eine zerstörte Stadt hinterlässt.
N.W.L. steht für „naked, wasted, lost“ (engl. für ‚nackt, betrunken, verloren‘). Die Abkürzung E.A.G. bedeutet „Emos are gay“ (‚Emos sind schwul‘). Kill (Those Who Oppose Me) handelt davon, wie die Band der laut Samy Elbanna „von Betrug und Verrat verseuchten Gesellschaft“ den Mittelfinger zeigt. Bei Bitch Out My Way zollen die Musikern all denjenigen Respekt, die das machen, was sie wollen und sich von nichts und niemandem aufhalten lassen. Trash All Over You beinhaltet keinen Rechtschreibfehler, da es hier nicht um das Musikgenre geht.

„Der Song thematisiert eine Situation, die wohl jeder von uns kennt. Es gibt Phasen im Leben, da scheint man die Scheiße gerade zu magnetisch anzieht - all deine Probleme türmen sich meterhoch auf, um schließlich laut krachend über dir zusammenzustürzen und dich unter sich zu begraben. In solchen Momenten verflucht man alles und jeden!“

## Titelliste
| 1. N.W.L. – 2:22 2. Trash All Over You – 3:41 3. E.A.G. – 2:20 4. Kill (Those Who Oppose Me) – 2:17 5. Bitch, Out My Way – 4:01 6. Fast Loud Death – 3:26 7. Lead Through the Head – 3:14 8. Diary of a Thrashman – 2:42 | 1. Toxic Avenger – 1:08 2. This Is Me – 2:44 3. Braindead Metalhead – 3:27 4. Piss Out My Ass – 2:00 5. Fatal Anoxia – 2:27 6. Escape from Delirium – 4:07 7. I Stole Your Love – 3:23 |

## Rezeption
Für Walter Scheurer vom Online-Magazin Metal.de weiß das Album „mit seiner ungestümen dargebotenen, vor Energie fast überlaufenden Thrash-Melange zu imponieren“. Da die Musiker „definitiv wissen, wie der Thrash-Hase läuft“, gab er acht von zehn Punkten. Für Marcel Rapp vom Online-Magazin Powermetal.de strotzt das Album vor „knackigen, treibenden Riffs, coolem Drumming, einer netten und einer herrlich schnellen Aggression“, er kritisierte allerdings „die etwas plakativen Texten“. Dennoch vergab Rapp acht von zehn Punkten. Uwe „Buffo“ Schnädelbach vom deutschen Magazin Rock Hard bemängelte zwar die fehlende Eigenständigkeit der Band, lobte aber die Unbekümmertheit und die Spielfreude der Musiker. Weil der Band „die Zukunft gehöre“ vergab Schnädelbach 7,5 von zehn Punkten.
Fast Loud Death stieg auf Platz 25 der finnischen Albumcharts ein.